# بيلي إير
بيلي إير، (بالإنجليزية: Belle Air)‏. شركة طيران ألبانية منخفضة التكلفة مملوكة للقطاع الخاص ومقرها في تيرانا.